# 소르테스 호메리카이
소르테스 호메리카이(Sortes Homericae)는 책점(冊占, Bibliomancy)의 일종으로, 호메로스 저작, 주로 일리아스에서 무작위로 문장을 뽑음으로써 답을 구하려 하거나 미래를 예지하려 하는 점복술을 말한다. 로마 때 다양한 소르테스(Sortes)가 공존했는데, 소르테스 호메리카이 외에도 소르테스 비르길리아나이(Sortes Virgilianae)나 기독교식 소르테스인 소르테스 상토룸(Sortes Sanctorum) 같은 책점이 있었다.
전하는 바로는, 소크라테스가 자신의 사형 집행일을 알기 위해 이를 행했다고 하며, 브루투스가 이 점술을 통해 파르살루스 전투(48 BCE)에서의 폼페이우스의 패배를 예측했다고도 전해진다. 로마 황제인 마크리누스(r. 217-218) 또한 자신이 왕좌에 오래 있지 못할 것임을 아는 데 소르테스 호메리카이를 쓴 것으로 알려져 있다. 그러나 소르테스 비르길리아나이와 달리, 소르테스 호메리카이는 개념이나 실천으로서의 명확한 지위를 가지고 있지 않았다. 각각의 방법이 수세기의 간격을 두고 있고, 그 진위성이 의심되긴 하지만, 소르테스 호메리카이를 하는 데는 세 가지 방법만이 알려져 있는데, 그중 둘은 책점이 보통 그러한 것과 달리, 특히 소르테스 비르길리아나이에서 그러한 것과 달리 일리아스를 무작위로 열어 보거나, 구절을 무작위로 선택하는 것과 무관하다. 대신에 그 방법들은 소크라테스나 브루투스 각각이 그랬던 것처럼 특정 구절에 대해 꿈을 꾸거나 생각하는 방식으로 이루어진다.

## 참고 문헌
1. ↑  He selected Iliad 16, 849 - "By the cruel crown of Fate I was undone / And by the rancor of Latona's son." Latona's son was Apollo, and "Apollo" was the password of Pompey's forces on the day of the battle.
2. ↑  "Old man, these tough young fighters are too strong, / And age won't let you hold on very long."
3. ↑  
Ziogas, Ioannis (November 2016). “Famous Last Words: Caesar's Prophecy on the Ides of March*”. 《Antichthon》 50: 134–153. doi:10.1017/ann.2016.9. ISSN 0066-4774.